# Nannie Kuiper
Janna Gesiena (Nannie) Kuiper-Wiggers (Winterswijk, 21 april 1939 – Amsterdam, 31 mei 2025) was een Nederlandse schrijfster van kinderboeken.

## Biografie
Kuiper groeide op in Winterswijk. Na de HBS behaalde Kuiper de akte lerares kinderverzorging en opvoeding. Vervolgens deed ze een cursus journalistiek aan de Gemeente Universiteit van Amsterdam. Haar eerste gedichten voor kleuters en jonge kinderen, gingen over gevarieerde onderwerpen uit de sprookjeswereld en de leef- en belevingswereld van jonge kinderen: kleine heksen, een liegbeest, het ziekenhuis, het circus, ruzie, angstdromen of verveling. De vorm van de versjes was vrij traditioneel, met rijm, een stevig ritme en veel herhalingen. Later ging ze zich richten op peuters met klankrijke en ritmische versjes.
Nannie Kuiper moedigde het kleine kind aan om creatief zijn eigen weg te gaan. In haar boeken kruipen en lopen heel wat ondeugende, eigenzinnige peuters en kleuters rond.
Kuiper was ook vertaalster. Ze vertaalde onder meer Now we are six en When we were young van A.A. Milne en Flower Fairies van C. Barker. Haar meest bekende vertalingen zijn De mooiste vis van de zee en daarop volgende delen van Marcus Pfister.
Nannie Kuiper overleed in 2025 op 86-jarige leeftijd. 